# Breese (Illinois)
Breese est une ville de l'Illinois, dans le comté de Clinton aux États-Unis.